# Forforstærker
En forforstærker (eng. preamplifier eller pre-amp) er en elektronisk signalforstærker, der klargør et svagt signal, således at en effektforstærker kan behandle det. En forforstærker befinder sig sædvanligvis så tæt på signalkilden som mulig, for at undgå, at signalet bliver støjforurenet før processen. Forforstærkeren opgave er at kunne regulere audio via en volumenkontrol og vælge mellem forskellige input audiokilder.
Herudover kan den have:
- moving-coil-MC-forstærker, moving-coil-transformator
- Moving-magnet-MM-forstærker, RIAA-forstærker
- Mikrofonforstærker
- Digital-til-analog-konverter til en evt. digital indgang.
- Analog-til-digital-konverter til en evt. digital udgang.
- Balancekontrol
- Monoknap
- Frekvenskontroller, Bas- og diskant-kontroller.
- Frekvenskontrol bypass knap.
- Loudness-knap
- High-blend

Kilderne (input) kan være:
- Kassettebåndoptager
- Spolebåndoptager
- Tuner
- Cd-afspiller
- Pladespiller (moving-coil MC, Moving Magnet MM)
- Mikrofon
- Lyd fra:
  - Fjernsyn
  - Videomaskine
  - Dvd-afspiller
- Digital indgang

Udgangene (output) kan være til:
- Hovedtelefon
- Digital udgang
- Volumenkontrol reguleret linjeudgang til f.eks.:
  - Effektforstærker
  - Equalizer
- Ufiltreret linjeudgang (Record out) til f.eks.:
  - Kassettebåndoptager
  - Spolebåndoptager
  - Videomaskine